# T̆
Cette page contient des caractères spéciaux ou non latins. S’ils s’affichent mal (▯, ?, etc.), consultez la page d’aide Unicode.
T̆ (minuscule : t̆), appelé T brève, est une lettre supplémentaire de l'alphabet latin utilisée dans l’écriture du laze. Il s’agit de la lettre T diacritée d’une brève. Elle est aussi utilisé en dialectologie ouralienne.

## Utilisation
Le t brève ‹ t̆ › est utilisé en laze, il est parfois remplacé par le t caron ‹ ť ›. En l'alphabet phonétique ouralien et dialectologie ouralienne générale, t̆ indiquer un t avec une prononciation faible (depuis au moins 1991).

## Représentations informatiques
Le T brève peut être représenté avec les caractères Unicode suivants :
- décomposé (latin de base, diacritiques) :

| formes    | représentations | chaînes de caractères | points de code | descriptions                                |
| --------- | --------------- | --------------------- | -------------- | ------------------------------------------- |
| capitale  | T̆               | T◌̆                    | U+0054 U+0306  | lettre majuscule latine t diacritique brève |
| minuscule | t̆               | t◌̆                    | U+0073 U+0306  | lettre minuscule latine t diacritique brève |